# Creagrutus barrigai
Creagrutus barrigai és una espècie de peix de la família dels caràcids i de l'ordre dels caraciformes.

## Morfologia
- Els mascles poden assolir 5,3 cm de llargària total.[4]

## Hàbitat
Viu en zones de clima tropical.

## Distribució geogràfica
Es troba a Sud-amèrica: conca occidental del riu Amazones al nord-est del Perú i de l'Equador, i oest del Brasil.